# Lago del Chiotas
Il lago del Chiotas è un bacino artificiale nel territorio del comune di Entracque, in Valle Gesso, nella Provincia di Cuneo.

## Storia

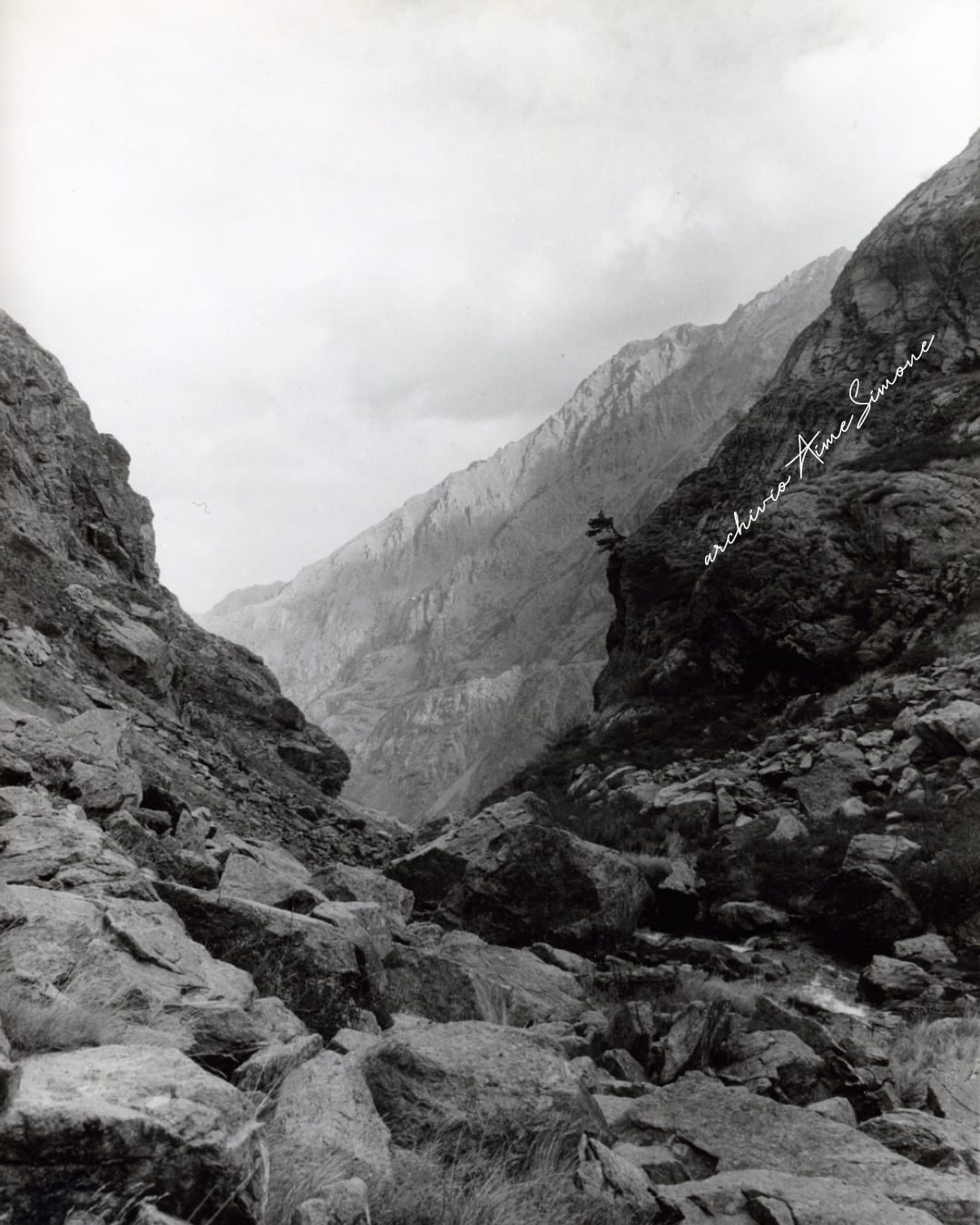
Forra primitiva dove verrà costruita la diga del Chiotas

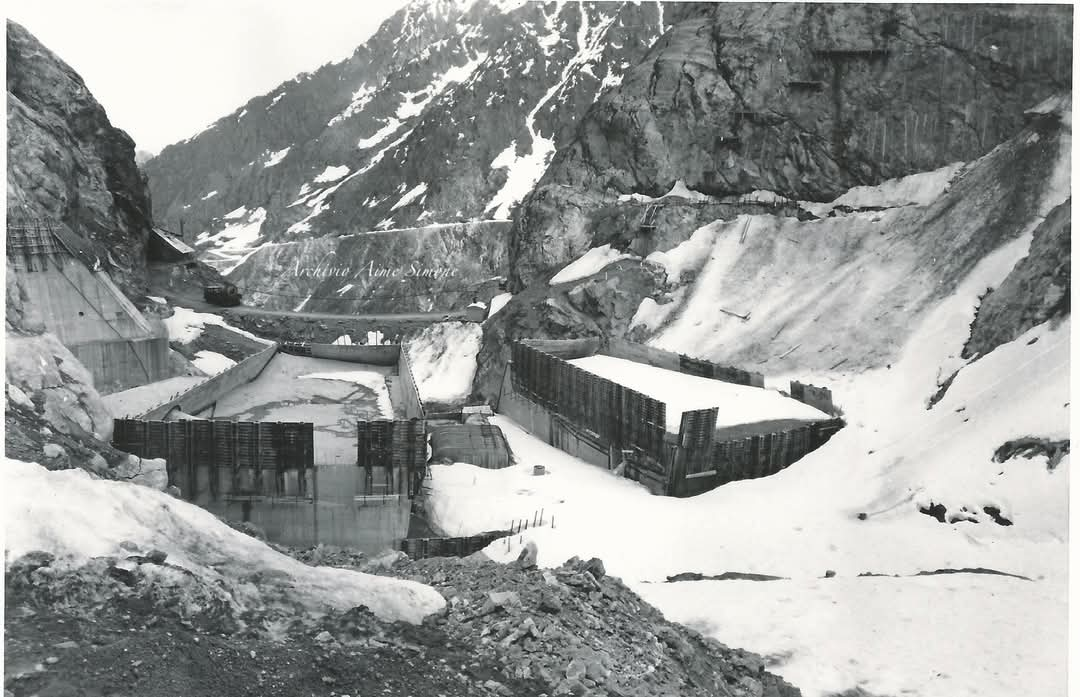
1975. Getti dei conci S1-0-D1 della diga

Il lago è stato creato tra gli anni settanta ed i primi ottanta costruendo due sbarramenti detti del Chiotas e di Colle Laura nella zona del vecchio Piano del Chiotas, sul versante orientale del Massiccio dell'Argentera.
L'opera ha richiesto diversi anni di lavoro a causa del forte innevamento invernale (le giornate effettive di lavoro furono di circa 150 all'anno) e alla complessità del collegamento con la Centrale "Luigi Einaudi" di Entracque (una galleria di derivazione di diametro 6,10 m, lunga 7500 m collegata con le condotte forzate che sono totalmente nascoste nel monte Ray).
Il dislivello di oltre 1000 m con il sottostante lago della Piastra è utilizzato per la produzione di energia elettrica.

## Descrizione
Dapprima, la notte, l'energia prodotta e non richiesta veniva sfruttata per pompare parte dell'acqua dal serbatoio della Piastra al Chiotas, così da poterla riutilizzare quando c'è più necessità. Ad oggi grazie all'energia prodotta in esubero dal fotovoltaico e a una bassa richiesta di energia delle utenze nei fine settimana, il pompaggio viene eseguito anche durante il giorno, soprattutto nei weekend. L'impianto Chiotas-Piastra è definito di tipologia a  "pompaggio puro".
Sulla riva meridionale del lago sorge il nuovo Rifugio Genova-Figari, creato in sostituzione all'omonimo rimasto sommerso dopo la creazione del bacino.

## Dati sugli sbarramenti

### Diga del Chiotas

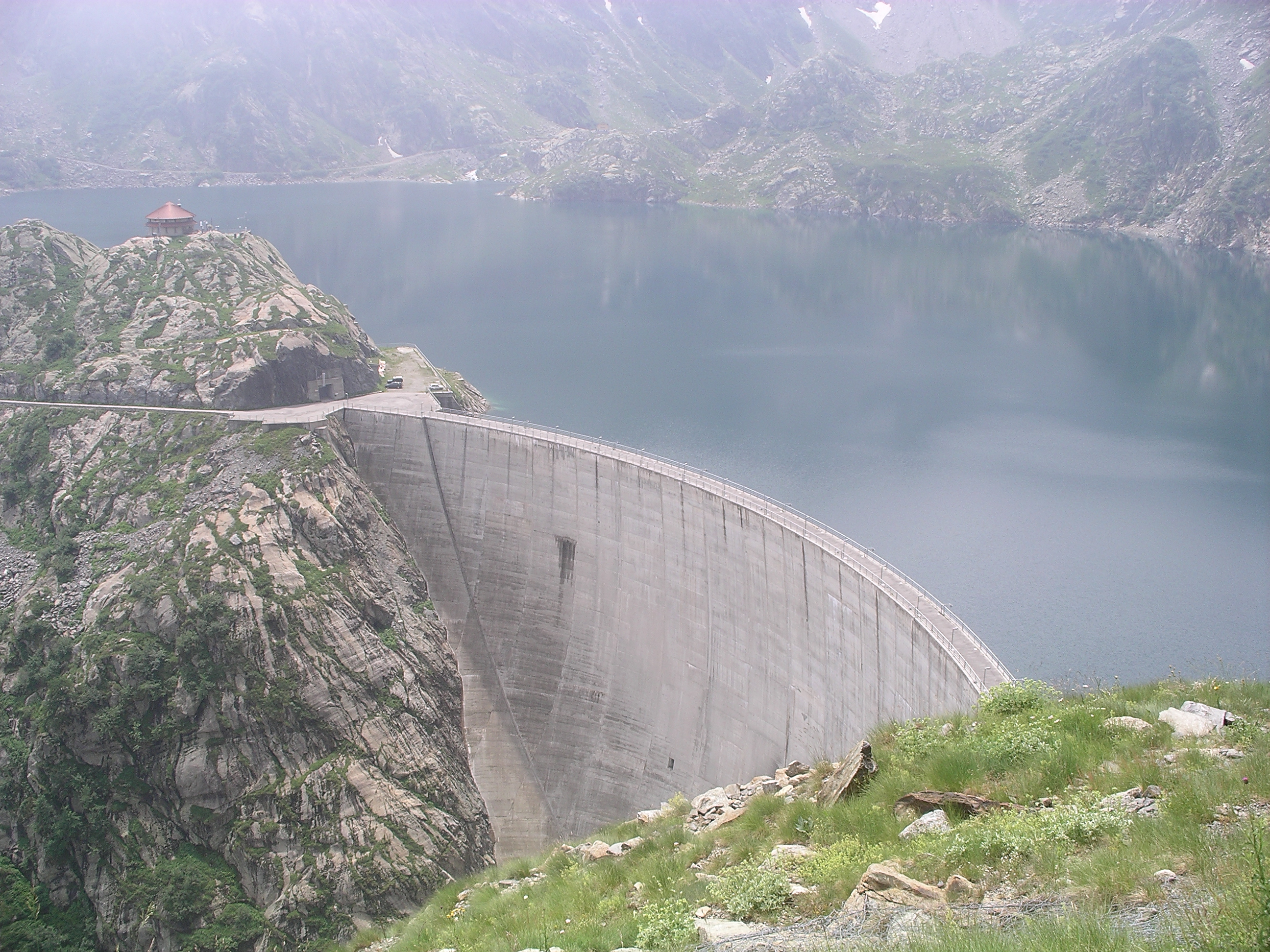
La diga del Chiotas vista dall'ex via di corsa dei blondin.

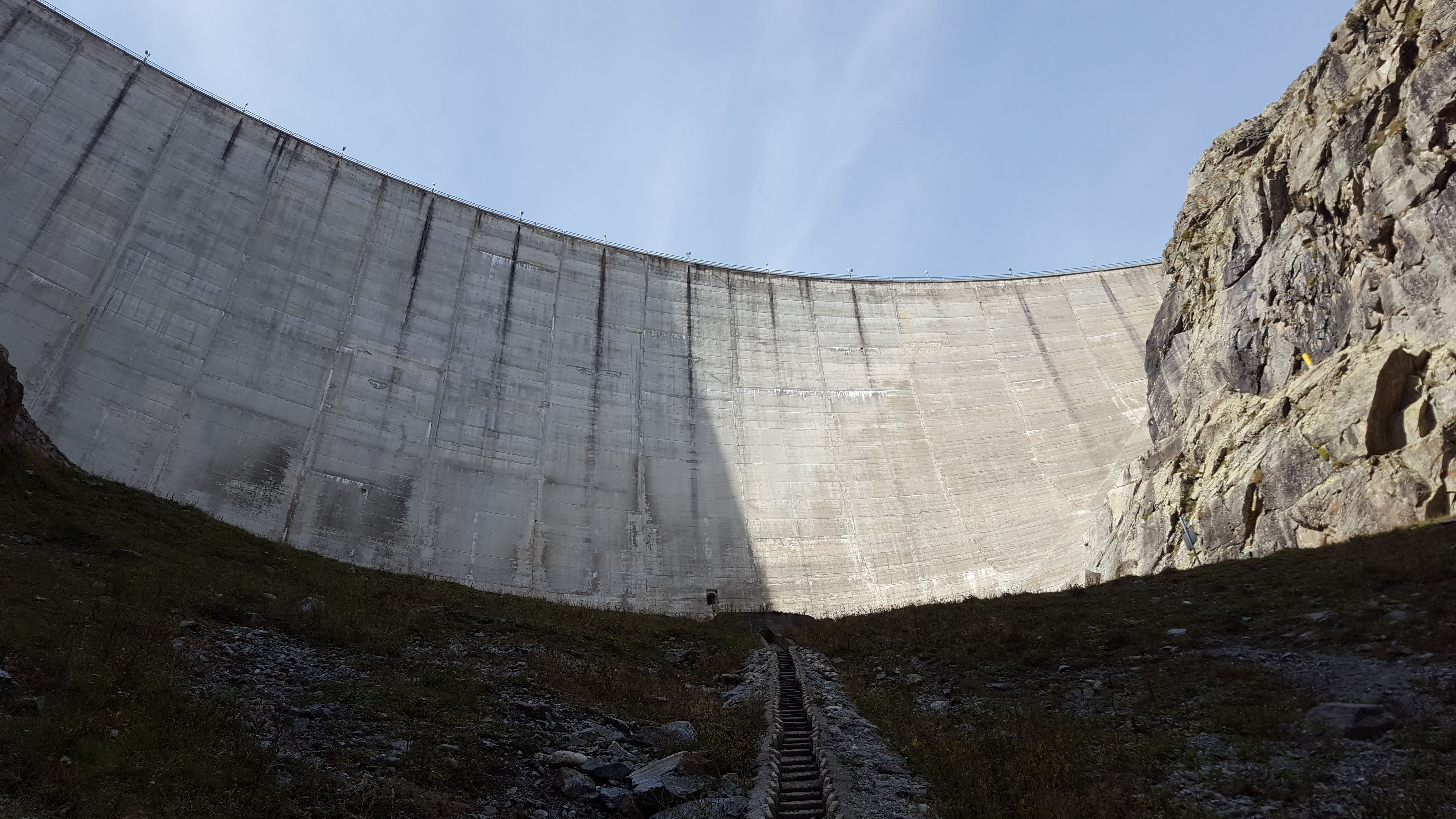
La Diga del Chiotas vista da valle

- Tipologia: diga ad arco-gravità a doppia curvatura simmetrica in calcestruzzo
- Inizio lavori: 1970
- Fine lavori: 1978
- Volume di calcestruzzo utilizzato: 363 000 m³
- Altezza complessiva sul punto più depresso della fondazione: 130,00 m
- Altezza sul punto di appoggio su pulvino: 100,00 m
- Spessore alla base: 37,5 m
- Spessore al coronamento: 5 m
- Sviluppo del coronamento: 230 m
- Livello di massimo invaso: 1978 m s.l.m.
- Livello di massima piena: 1979 m s.l.m.
- Capacità di invaso complessiva: 30 milioni di m³
- Capacità di invaso utile: 27 milioni di m³

### Diga di Colle Laura

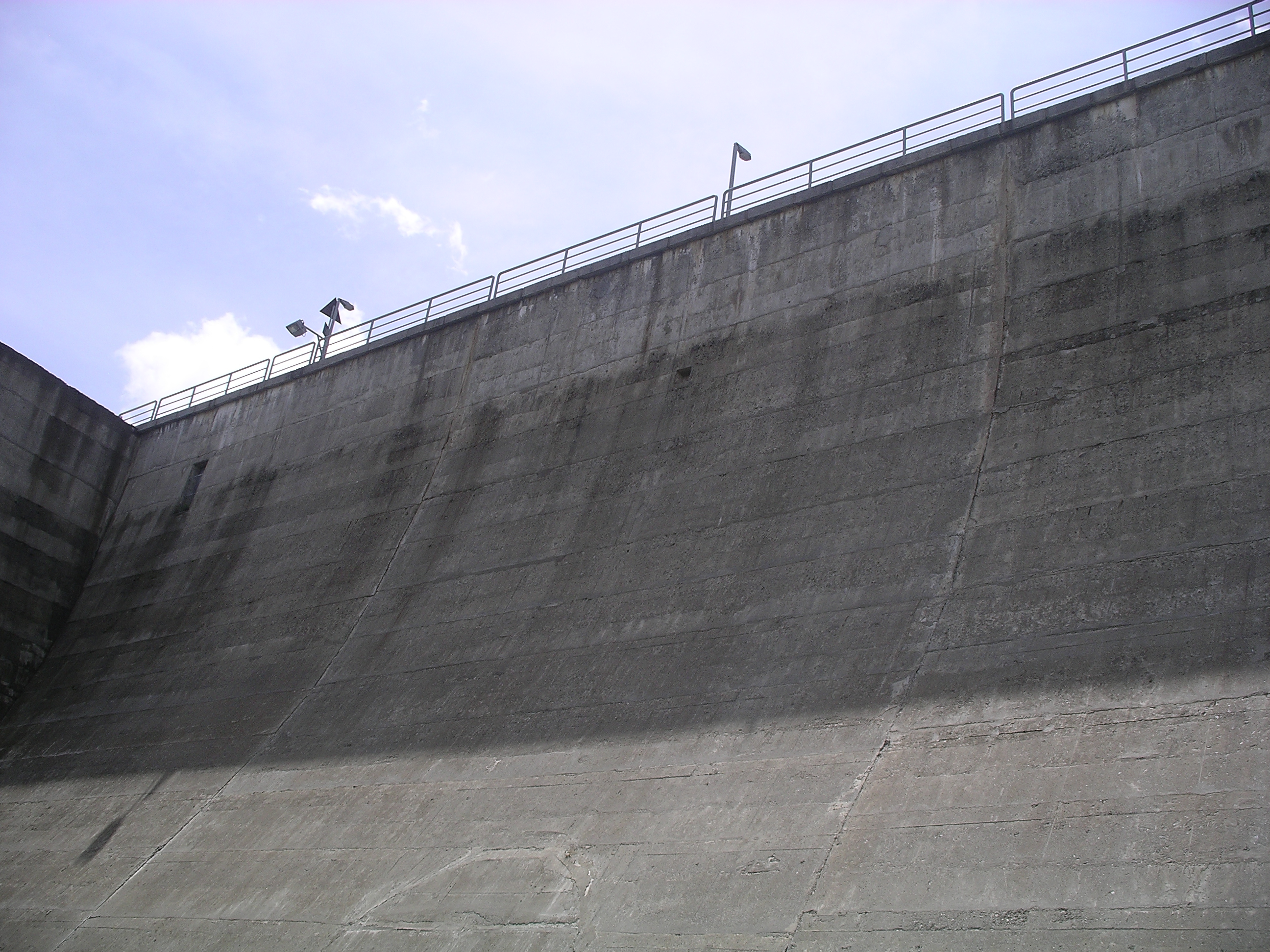
La diga di Colle Laura

- Tipologia: diga a gravità massiccia, a profilo triangolare e a pianta rettilinea in calcestruzzo
- Inizio lavori: 1970
- Fine lavori: 1979
- Altezza complessiva: 30,00 m
- Volume di calcestruzzo utilizzato: 14 000 m³
- Spessore alla base: 20 m
- Spessore al coronamento: 5 m
- Sviluppo del coronamento: 70 m
- Livello di massimo invaso: 1978 m s.l.m.
- Livello di massima piena: 1979 m s.l.m
- Capacità di invaso complessiva: 30 milioni di m³
- Capacità di invaso utile: 27 milioni di m³

## Galleria d'immagini

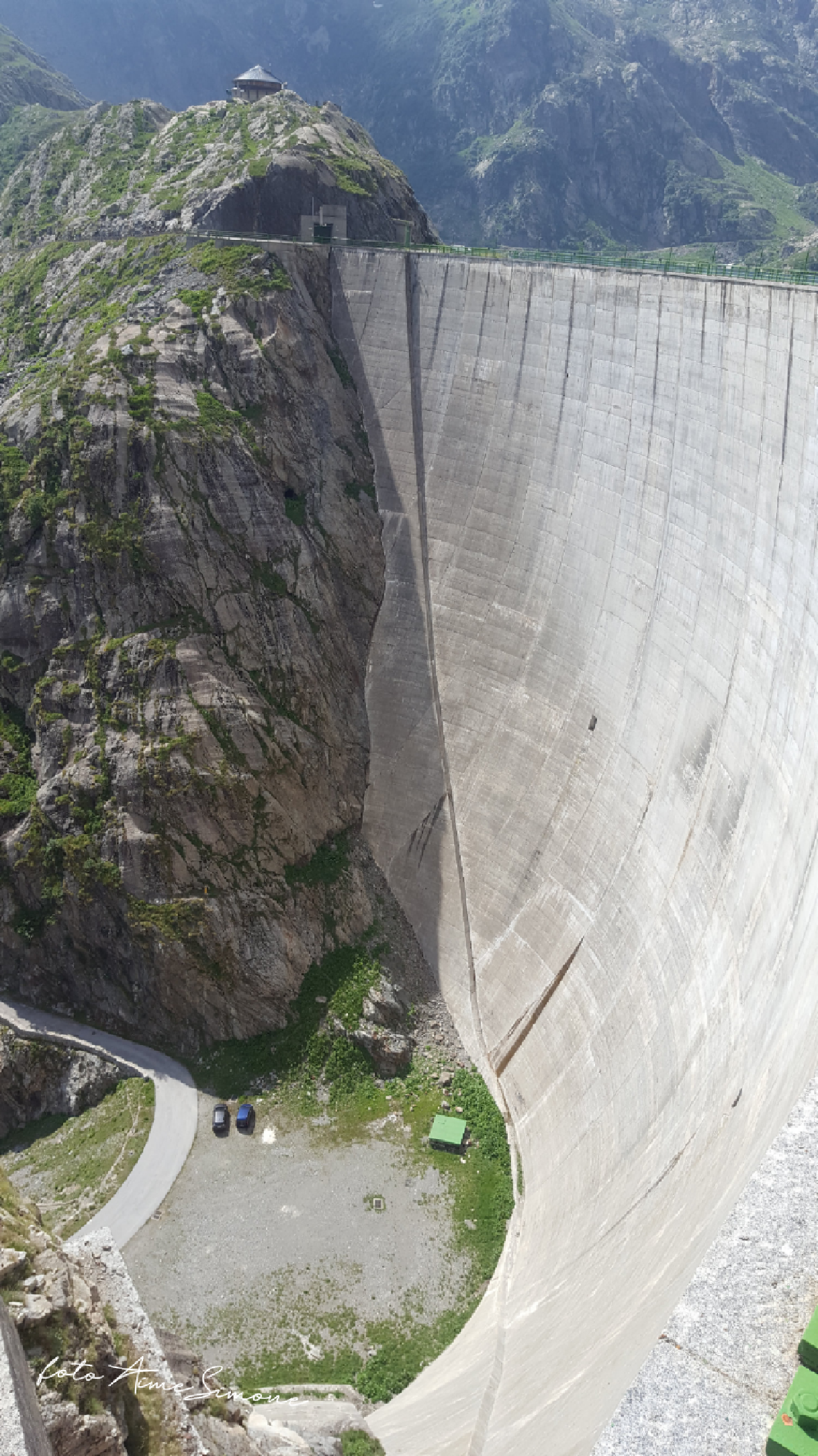
Diga del Chiotas vista da sponda sinistra
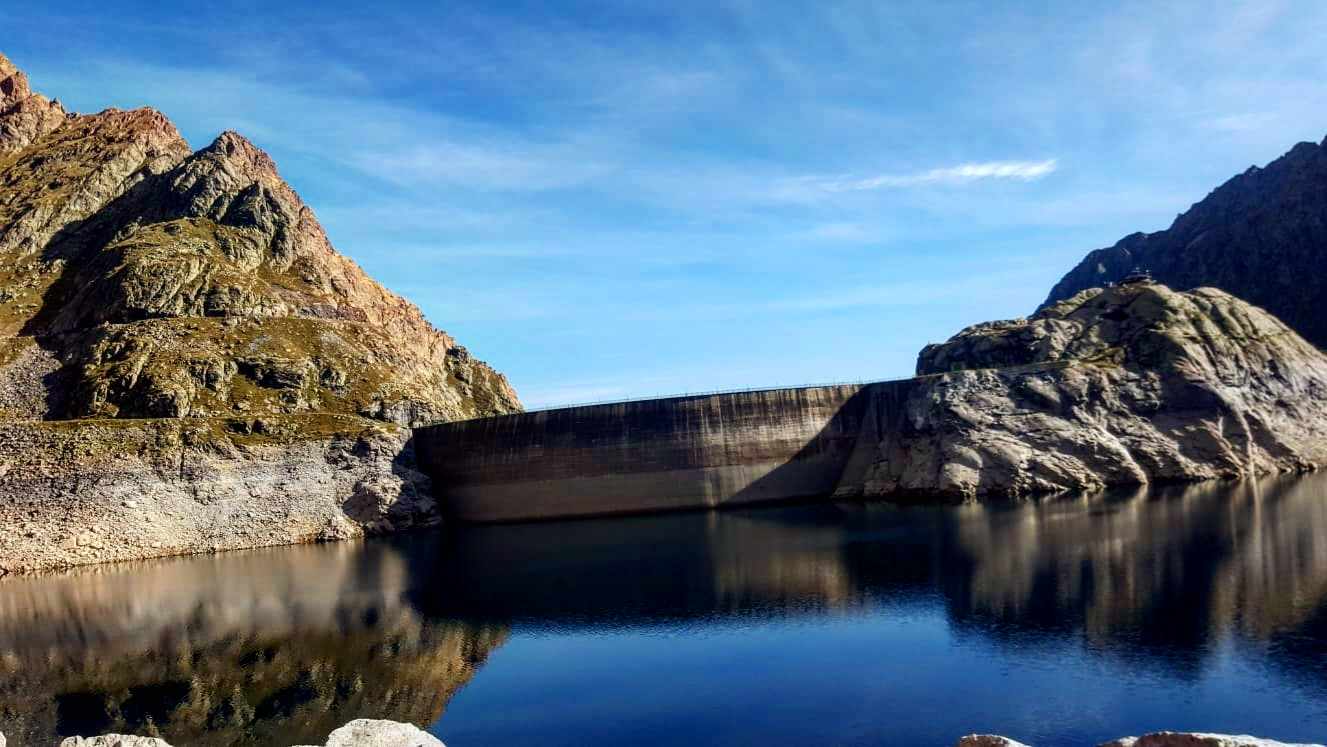
Diga del Chiotas vista da monte
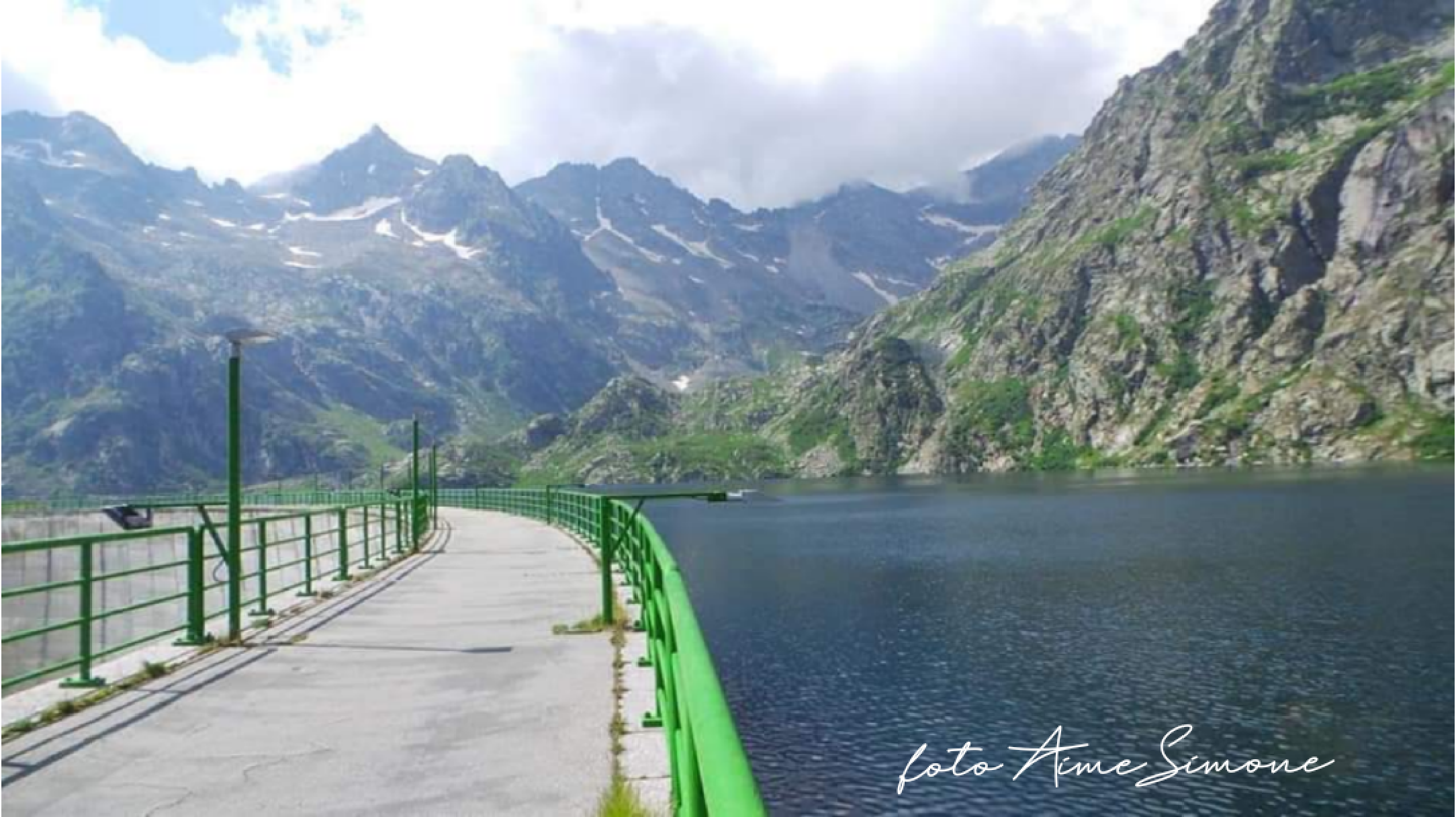
Diga del Chiotas. Coronamento
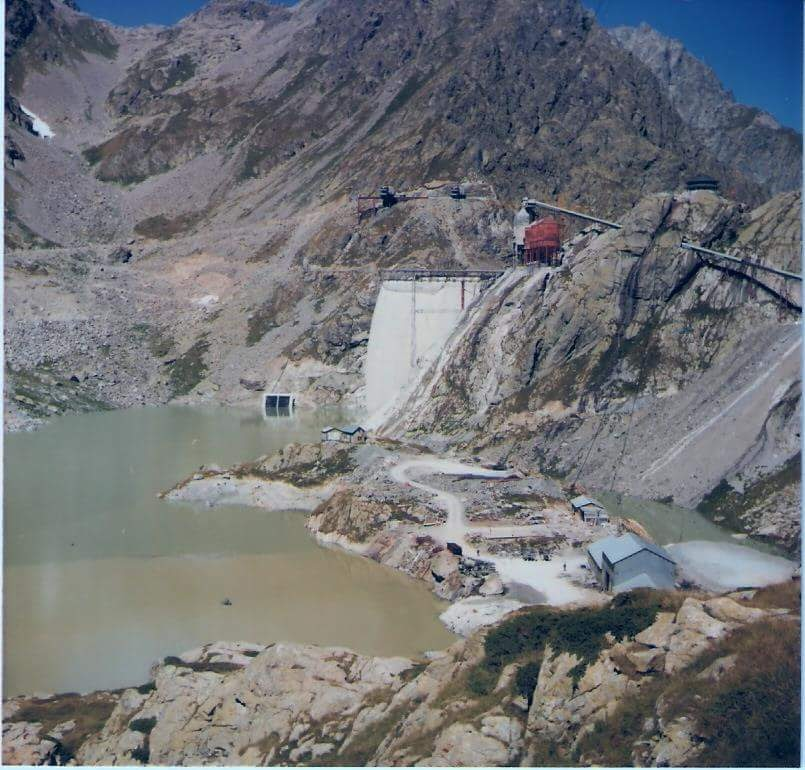
Diga del Chiotas.1978. Andamento invaso